# (692) Hipodamía
(692) Hipodamía es un asteroide perteneciente al cinturón exterior de asteroides descubierto el 5 de noviembre de 1901 por August Kopff y Maximilian Franz Wolf desde el observatorio de Heidelberg-Königstuhl, Alemania.
Está nombrado por Hipodamía, un personaje de la mitología griega.